# Ludger Alscher
Ludger Alscher (* 11. April 1916 in Münster; † 9. November 1985 in Berlin-Köpenick) war ein deutscher Klassischer Archäologe. Alscher gilt als bedeutendster Vertreter seiner Fachrichtung in der DDR.

## Leben
Ludger Alscher studierte seit 1936 Alte Geschichte und Klassische Archäologie, zunächst an der Universität Münster, anschließend ab 1939 an der Universität München. Bald wechselte er, vor allem unter dem Einfluss seines Münsteraner Lehrers Friedrich Matz, zur Archäologie als Hauptgegenstand seiner Studien. In München beeindruckte und prägte ihn vor allem Ernst Buschor. 1942 erfolgte die Promotion mit einer Arbeit zur freiplastischen Nikedarstellung an der Münchener Universität.
Ab 1945 leitete Alscher den Aufbau des archäologischen Instituts an der Universität Jena, das er bis 1951 als Direktor leitete. In dieser Zeit habilitierte sich Alscher 1950 auch mit einer Arbeit zur frühen griechischen Kleinplastik. Die Arbeit wurde der erste Teil einer mehrbändigen Monografie zur Griechischen Plastik. 1951 wurde Alscher an die Humboldt-Universität zu Berlin berufen und lehrte zunächst als Dozent, ab 1952 als Professor mit Lehrauftrag und seit 1953 als Lehrstuhlinhaber. 1968 wurde sein Lehrstuhl in den Fachbereich Ästhetik/Kunstwissenschaften eingegliedert. Einerseits kam das Alschers Neigungen entgegen, andererseits musste die Klassische Archäologie zu dieser Zeit an der Humboldt-Universität viele Rückschritte hinnehmen. Viele der Räumlichkeiten gingen dem Institut verloren, das Fach wurde zu einem politisch gewollt unbedeutenden Randfach. Dennoch war Alscher als Bereichsleiter weiterhin einer der führenden Köpfe der Klassischen Archäologie in der DDR. Neben wenigen weiteren Wissenschaftlern wie Gottfried von Lücken, Carl Blümel, Elisabeth Rohde und Gerhard Zinserling war er einer der einflussreichsten Gelehrten seines Faches. 1985 verstarb er überraschend. Sein Nachfolger an der Humboldt-Universität wurde sein Schüler und langjähriger Mitarbeiter Wolfgang Schindler. Ein Großteil des archäologischen Nachwuchses der DDR war direkt oder indirekt akademische Schüler Alschers.
Alscher beschäftigte sich mit der archäologischen Hinterlassenschaft der griechisch-römischen Antike. Zu Anfang seiner Berliner Zeit musste er mit knappen Mitteln das renommierte klassisch-archäologische Institut (Winckelmann-Institut) neu aufbauen. Darunter fiel auch die Institutsbibliothek, die aus Altbeständen und der Bibliothek Gerhart Rodenwaldts neu aufgebaut werden musste. Dabei standen ihm lange Zeit seine zwei wissenschaftlichen Assistenten Evamaria Schmidt und Wolfgang Schindler zur Seite. Sein Hauptwerk wurde eine fünfteilige Abhandlung über die griechische Plastik in sechs Bänden (I [1954], II/1 [1961], II/2 [1982], III [1956], IV [1957]). Die lange Arbeit am Band II/2 resultierte aus immer neuen Erkenntnissen zum sogenannten Bostoner Thron und gesundheitlichen Problemen, die Alscher lange Zeit behinderten. Zuletzt arbeitete er an einer dreiteiligen Fortsetzung zum römischen Porträt, das allerdings nicht über den ersten Band in Manuskriptform hinauskam. 
Alscher näherte sich den archäologischen Gegenständen in formanalytischer Weise. Durch die Ermittlung syntaktischer Befunde konnte Alscher einen Weg zur Bestimmung der Bedeutung und Funktion des untersuchten Gegenstandes ebnen. In seinen Forschungen brachte er die Ansichten und Ergebnisse seiner Lehrer Matz und Buschor zusammen. Nach den Archäologenbildnissen gilt Alscher als einer der bedeutenden deutschsprachigen Klassischen Archäologe der Nachkriegszeit.

## Schriften (Auswahl)
- Griechische Plastik. Bd. 1. Monumentale Plastik und ihre Vorstufen in der griechischen Frühzeit. Deutscher Verlag der Wissenschaften, Berlin 1954.
- Griechische Plastik. Bd. 2/I. Archaik und die Wandlung zur Klassik. Deutscher Verlag der Wissenschaften, Berlin 1961.
- Griechische Plastik. Bd. 2/II. Klassik. Deutscher Verlag der Wissenschaften, Berlin 1982.
- Griechische Plastik. Bd. 2/II Ergänzungsband. Götter vor Gericht. Das Fälschungsproblem des Bostoner „Throns“, die klassisch-griechische Kunst und die Archäologen. Deutscher Verlag der Wissenschaften, Berlin 1963.
- Griechische Plastik. Bd. 3. Nachklassik und Vorhellenismus. Deutscher Verlag der Wissenschaften, Berlin 1956.
- Griechische Plastik. Bd. 4. Hellenismus. Deutscher Verlag der Wissenschaften, Berlin 1957.
- (Mitherausgeber): Lexikon der Kunst in 5 Bänden. Architektur, bildende Kunst, angewandte Kunst, Industrieformgestaltung, Kunsttheorie. E. A. Seemann, Leipzig 1968–1978.